# Константин Бодин
Конста́нтин Бо́дин — король Дукли с 1081 по 1101 год и в течение короткого времени в 1072 году царь Болгарии под именем Петра III. Даты его рождения и смерти достоверно неизвестны.

## Биография

### Происхождение
Константин Бодин был седьмым сыном короля Дукли Михайло I, внуком Стефана Воислава и его жены, внучки болгарского царя Самуила.

### Царь Болгарии

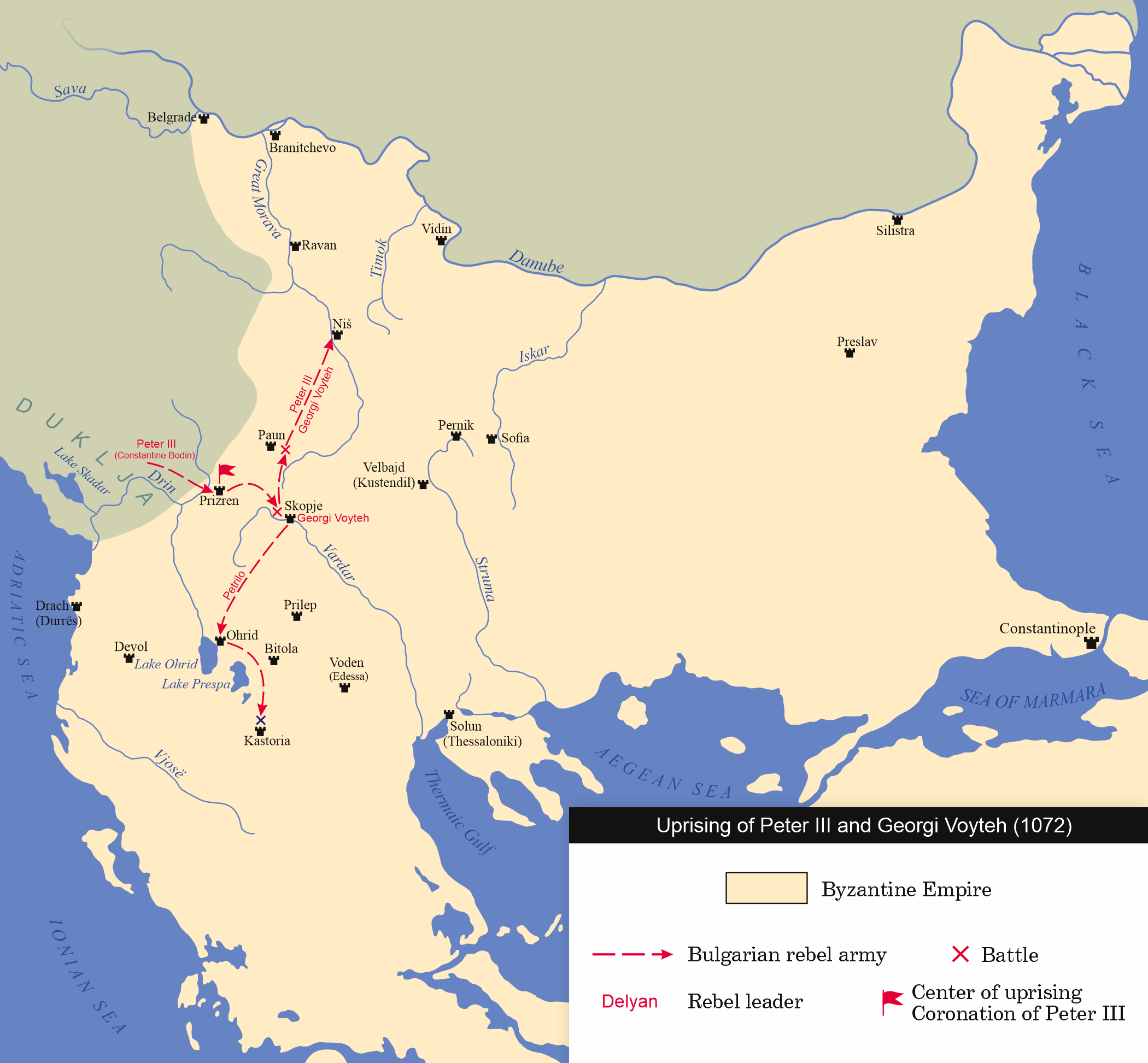
Восстание Петра III (Константина Бодина) и Георгия Войтеха

В 1072 году болгары в Скопье подняли восстание против византийского правления. Предводителем восстания был Георгий Войтех, выходец из болгарской знати. Восставшие обратились с просьбой к Михайло I отправить к ним одного из своих сыновей, наследников болгарской царской династии, чтобы он сел на болгарский престол.
Осенью 1071 года Константин Бодин, седьмой сын Михайло, прибыл в Призрен с небольшим войском и встретился с Войтехом и другими предводителями восстания. Они сопроводили его в Скопье и провозгласили болгарским царём под именем Петра III. Это должно было напоминать царей Петра I, умершего в 970 году, и Петра II Деляна, бывшего предводителем предыдущего большого восстания против Византии в 1040—1041 годах.
Войска новопровозглашённого царя взяли Ниш и Охрид, но потерпели поражение у Кастории. Византийские войска перешли в контрнаступление и взяли Скопье при помощи Георгия Войтеха, который предал Петра III. Затем Пётр III был взят в плен в битве и отправлен в Константинополь вместе с Войтехом. Последний умер по дороге, в то время как Пётр III был заключён в тюрьму, сначала в Константинополе, затем в Антиохии.

### Король Дукли
Около 1078 года спасён из плена венецианскими купцами и возвращен к отцу. В 1081 году король Михаил Воиславлевич умер и ему наследовал Бодин. У нового короля сразу же возник конфликт со своим дядей Радославом, который удалось уладить лишь при посредничестве Барского епископа Петара. Однако междоусобицы на этом не закончились и около 1095 года Бодин по наущению жены убил своих двоюродных братьев, сыновей Радослава. Дуклянские иерархи не смогли предотвратить это убийство, поскольку находились в Дубровнике. Вернувшись, епископы и настоятели начали упрекать Бодина в совершённом преступлении, в котором он быстро раскаялся и начал оплакивать убитых. По приказу короля, тела его братьев были погребены в монастыре Святого Бенедикта на острове Локрум, причём гробы в траурной процессии несли сами епископы и настоятели.
Согласно ЭСБЕ, Константин Бодин «умер в 1097, не оставив после себя наследника, так как он по совету своей жены Яквинты велел убить всех своих родственников». Новейшие исследования исследования показали, что король Бодин умер в феврале—марте 1099 года.

### Семья
Был женат на норманнке Яквинте из Бари, имел от неё детей, включая
1. Михайло II, великий жупан 1101—1102
2. Джордже (Đorđe), великий жупан 1118 и 1125—1127